# CAF (企業)
CAF（Construcciones y Auxiliar de Ferrocarriles）は、スペインの鉄道車両メーカーである。主な製品として機関車や鉄道車両、様々なボギー台車に対応できる軌間可変車軸などがある。

## 概要
香港MTR、ワシントンメトロ、サクラメント地域交通、アレゲーニー郡港湾局（ピッツバーグのLRT）など、世界各地へ各種の鉄道車両を納入している。最新の顧客の一つはアイルランドの国鉄であり、多くの客車とDVTを発注した。まや、2009年に部分開業したイスタンブール・アンカラ間高速鉄道向けの電車を製造するなど、高速車両の設計・製造にも積極的である。
2004年2月、レンフェ（スペイン国鉄）は時速250kmでの地域輸送サービス向けに交流25000V / 直流3000V対応の軌間可変電車を2006年10月から2009年5月まで5億8000万ユーロで当社とアルストムから購入する契約を結んだ。
また、2005年8月24日、当社はメキシコシティ都市圏郊外鉄道（Ferrocarril Suburbano de la Zona Metropolitana de México）の30年間の車両供給権及び鉄道建設権・運営権を連邦区から得た。

## 歴史

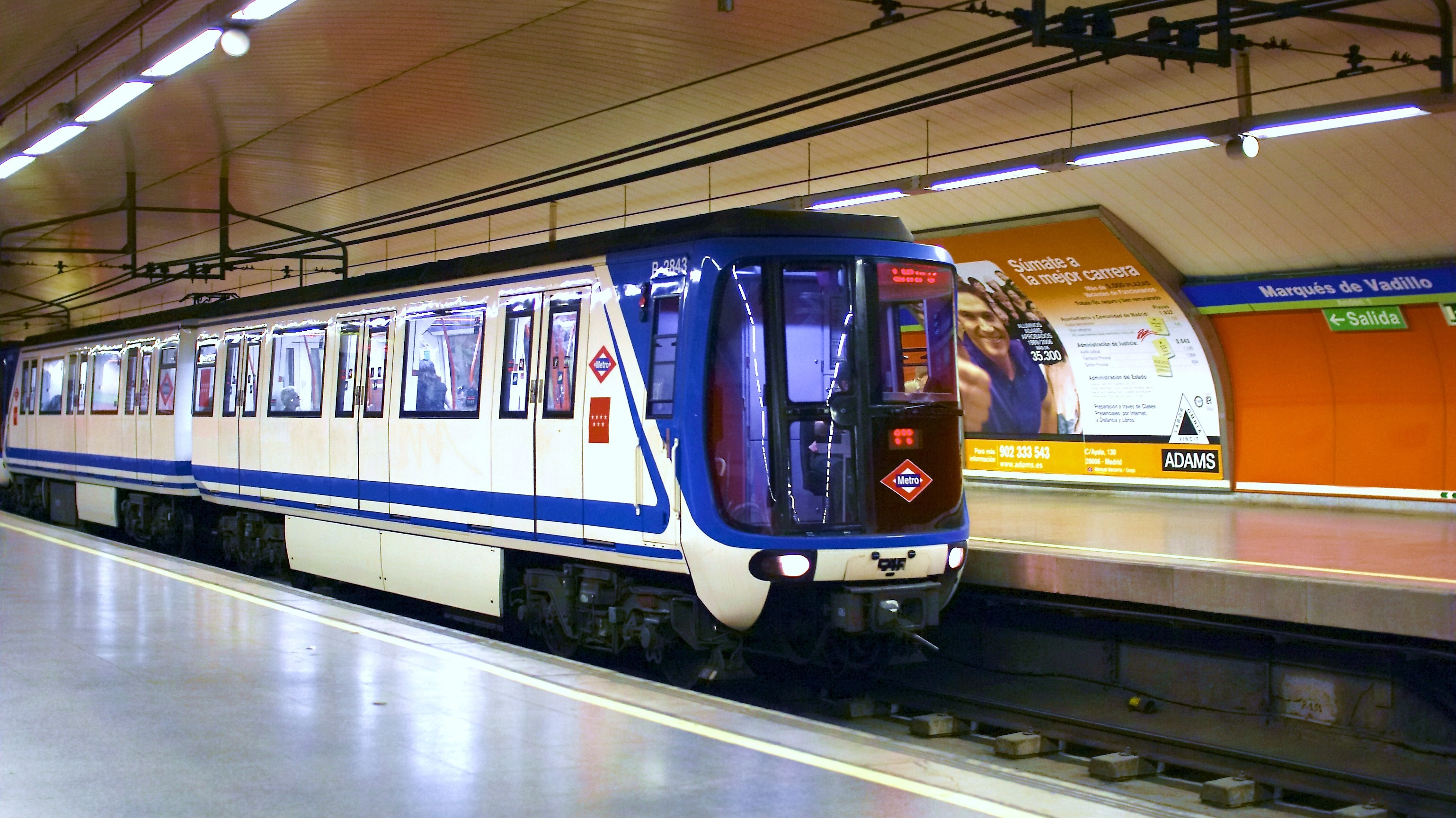
マドリード地下鉄に納入された新型車両

CAFは「Construcciones y Auxiliar de Ferrocarriles」の頭字語である。設立当初は「Compañía Auxiliar de Ferrocarriles」の頭字語であった。

### Fábrica de Hierros San Martín
1860年にDomingo Goitia、Martín Usabiaga、José Francisco Aranaの3名がパッドリング炉とシリンダ回転を中心業務とするFábrica de Hierros San Martínを設立した。

### La Maquinista Guipuzcoana
1892年にFrancisco de Goitia（Domingo Goitiaの子）はLa Maquinista Guipuzcoanaを設立するためにthe Marquis of Urquijoに加わった（La Maquinista Guipuzcoanaは鉄道車両製造、機械の運転、鍛造を業務とした）。
1898年よりギプスコアにて計画を開始した。
1905年に社名をFábrica de Vagones de Beasain（FVB）へと改称した。

### Compañía Auxiliar de Ferrocarriles (CAF)
Compañía Auxiliar de Ferrocarriles（CAF）は貨車製造に特化した会社として1,600人の従業員を抱えて1917年に設立された。
スペイン内戦後の事業拡大に対応して、1940年にイルン工場が設立された。CAFはスペインの鉄道再建に貢献した。
1954年にCAFは長距離列車用車両及び地下鉄車両製造の広範な経験を持つサラゴサのMaterial Móvil y Construcciones（MMC）の経営権を得た。
1958年以降会社は近代化して、ベアサイン工場を拡張し、あらゆる種類の鉄道車両製造へと事業を拡大した。
1969年には研究開発部門を創設し、競争力を高め、自社開発技術に重点を置いた。

### Construcciones y Auxiliar de Ferrocarriles (CAF, S.A.)
1971年にMaterial Móvil y Construcciones（MMC）に合併されたCompañía Auxiliar de Ferrocarriles（CAF）は現在のConstrucciones y Auxiliar de Ferrocarrilesという社名を使用し始めた。